# Dieter Herzog
Dieter Herzog (Oberhausen, Alemania ocupada, 15 de julio de 1946) es un exfutbolista alemán que jugaba como wing. Trabajó como ojeador del Bayer Leverkusen entre 1983 y 2012.

## Selección nacional
Fue internacional con la selección de Alemania Federal en 5 ocasiones. Formó parte de la selección campeona del mundo en 1974.

### Participaciones en Copas del Mundo
| Mundial                        | Sede             | Resultado | Partidos | Goles |
| ------------------------------ | ---------------- | --------- | -------- | ----- |
| Copa Mundial de Fútbol de 1974 | Alemania Federal | Campeón   | 2        | 0     |

## Clubes
| Club                | País             | Año       |
| ------------------- | ---------------- | --------- |
| VfB Bottrop         | Alemania Federal | 1965-1967 |
| Hamborn 07          | Alemania Federal | 1967-1970 |
| Fortuna Düsseldorf  | Alemania Federal | 1970-1976 |
| Bayer 04 Leverkusen | Alemania Federal | 1976-1983 |

## Palmarés

### Copas internacionales
| Título                 | Selección        | Sede             | Año  |
| ---------------------- | ---------------- | ---------------- | ---- |
| Copa Mundial de Fútbol | Alemania Federal | Alemania Federal | 1974 |

## Condecoraciones
| Distinción      | Año  |
| --------------- | ---- |
| Laurel de Plata | 1974 |